# Hans Bangerter
Hans Bangerter (ur. 10 czerwca 1924 w Studen, zm. 2 sierpnia 2022) – szwajcarski działacz piłkarski. Honorowy członek UEFA i SFV (Szwajcarski Związek Piłki Nożnej).

## Biografia
Hans Bangerter urodził się w gminie niedaleko Berna. W latach 1953–1959 pracował w sekretaracie FIFA, a 1 stycznia 1960 roku zastąpił Pierre'a Delaunaya na stanowisku sekretarza generalnego UEFA, którym był do 1989 roku.
W trakcie swojej kadencji pracował pod okiem czterech prezydentów UEFA: Ebbe'a Schwartza, Gustava Wiederkehra, Artemio Franchiego, Jacquesa Georgesa, a także uregulował stosunki UEFA z telewizją i tym samym od 1969 roku ustalano jasne terminy organizacji meczów rozgrywek klubowych pod egidą UEFA.
Wraz z początkiem 1989 roku został zastąpiony przez Gerharda Aignera oraz przeszedł do fundacji Euro-Sportring, skupiającej się na organizacji międzynarodowych turniejów sportowych, głównie dla drużyn młodzieżowych, a w latach 1995–2010 był jej prezesem, po czym został zastąpiony przez Gerharda Aignera.
W czerwcu 1992 roku podczas Kongresu UEFA w Göteborgu został honorowym członkiem tej organizacji oraz regularnie uczestniczy w Kongresie UEFA i głównych finałach rozgrywek pod egidą UEFA. Jest również honorowym członkiem SFV (Szwajcarski Związek Piłki Nożnej), a w 2002 roku otrzymał Order Zasługi FIFA.

## Ordery i odznaczenia
- 2002: Order Zasługi FIFA